# الحارث بن الحكم
الحارث بن الحكم كان أحد كبار المستشارين وابن عم الخليفة عثمان (حكم 644–656). لعب دورًا في الحملة العسكرية ضد البيزنطيين في شمال إفريقيا عام 647 وعُين لاحقًا مشرفًا على السوق في المدينة المنورة عاصمة الخلافة. كان عدد من أحفاده نشطين كأصحاب عقارات ومحافظين تحت أقاربهم من الخلفاء الأمويين، ولا سيما المنزل المرواني لشقيق الحارث مروان الأول الذي حكم من 684 حتى 750.

## حياته
كان الحارث ابن الحكم بن أبي العاص وشقيقًا لمروان الأول، الخليفة الأموي المستقبلي. كان ابن عم الخليفة عثمان (حكم 644–656). تحت حكم عثمان ، لعب الحارث ومروان أدوارًا مؤثرة بصفتهما كبار مستشاري الخليفة.
وفقًا للبلاذري، في عام 647 (أو 648 أو 649)، وضع الخليفة الحارث على رأس جيش لتعزيز حكمه في مصر،عبد الله بن سعد بن أبي السرح، الذي تولى عند وصول التعزيزات القيادة العامة و قاد القوات الإسلامية في حملة ضد إكسرخسية إفريقيا (شمال إفريقيا الخاضعة للسيطرة البيزنطية).
عين عثمان الحارث للإشراف على سوق المدينة المنورة، عاصمة الخلافة. وقد تسبب هذا في ذعر بين الأنصار (سكان المدينة المنورة) الذين اعتبروه تعديًا على سيطرتهم في مدينتهم الأصلية. ذكرت التقارير في التقاليد الإسلامية المبكرة حادثة معينة أثارت عداء الأنصاريين، وهي أن الحارث استخدم منصبه لشراء البضائع وبيعها في السوق بربح كبير. ورفضت الاحتجاجات التي قُدمت للخليفة ردًا على ذلك، وزاد غضب الأنصار عندما منح عثمان الحارث هدية من الإبل التي تم جمعها كصدقة. وكان عثمان قد أثار غضب أفراد المجتمع سابقًا، وخاصة أبو ذر الغفاري، عندما منح الحارث مبلغًا ضخمًا من المال من الجزية التي تم جمعها خلال الحملات العسكرية في شمال إفريقيا البيزنطية. كما أعطى الحارث تركة في المنصور بالقرب من المدينة المنورة.

## أحفاده
ابن الحارث، عبد الواحد، كان يملك عقارًا يُدعى مرج عبد الواحد من بعده في سوريا، محافظة الخلافة الأموية. استثمر فيها، فحول المرج إلى مرعى يستخدمه المسلمون، وأشاد به الشاعر القطامي شعرًا.
كان حفيد الحارث، سعيد بن عبد العزيز، المعروف باسم سعيد خُذينة (الخُذينة مصطلحًا يستخدمه العرب للإشارة إلى زوجات النبلاء الإيرانيين ويعني أساسًا "الأميرة الصغيرة") هو حاكم خراسان عام 720 في عهد والد زوجته مسلمة بن عبد الملك، حفيد مروان الأول. آخر من أحفاد الحارث، خالد بن عبد الملك، شغل منصب حاكم المدينة المنورة للخليفة هشام بن عبد الملك حفيد مروان. وكان إسماعيل شقيق خالد متزوجاً من حمادة، ابنة حسن بن حسن حفيد الخليفة علي، وأنجب منها ولدان.